# Rédei Károly (író)
Rédei (Ritter) Károly (Orosháza, 1872. november 1. – Nagykároly, 1952. november 3.) lutheránus egyházi író, lapszerkesztő.

## Életútja
Középiskoláit Pozsonyban, Békéscsabán, Újverbászon és Szarvason végezte; a pozsonyi evangélikus teológián szerzett lelkészi képesítést (1895). Tiszaföldváron segéd-, Pusztaföldváron rendes lelkész, majd 1910-től nyugdíjazásáig (1945) a nagykárolyi gyülekezet lelkésze; 1947-től haláláig nyugdíjasként is tovább szolgál.

## Munkássága
Cikkei, prédikációi, vallásos elbeszélései 1893-tól jelentek meg többek között a Nagykároly, az Érmellék, a Nagykároly és Vidéke, 1918 után a szatmárnémeti Egyházi Híradó, a máramarosszigeti Jó Pásztor, a zilahi Lelkipásztor, a Szatmármegyei Közlöny hasábjain. Ez utóbbinak 1931-ben főszerkesztője, 1932-33-ban főmunkatársa.
Lefordította Arnold Scheller, Louis Harms, Theodor Harms, Ernst Siedel, Karl Gerock több hitépítő munkáját; írt evangélikus népiskolai és középiskolai valláskönyveket; több prédikációja és alkalmi beszéde [többek között A harangok című szabadelőadása (Nagykároly 1923)] önálló kiadásban nyomtatásban is megjelent.

### Kötetei
- Szent János evangélista élete. Írásmagyarázat; Louis Harms után; Molnár Ny., Szekszárd, 1905